# Phong trào chống giáo phái
Phong trào chống giáo phái (đôi khi được gọi là phong trào chống cuồng giáo) là một nhóm xã hội mà chống lại bất kỳ phong trào tôn giáo mới (NRM) nào mà họ coi là một cuồng giáo. Các nhà xã hội học David Bromley và Anson Shupe ban đầu định nghĩa ACM vào năm 1981 là một tập hợp các nhóm áp dụng lý thuyết tẩy não, nhưng sau đó đã quan sát thấy một sự thay đổi đáng kể trong hệ tư tưởng theo hướng giảm bớt thành viên trong NRM. Một phần tử trong phong trào chống giáo phái, các tổ chức chống giáo phái thuộc Cơ đốc giáo, phản đối NRM trên cơ sở thần học và phân phối thông tin về hiệu ứng này thông qua mạng lưới nhà thờ và qua tài liệu in ấn.

## Khái niệm
Phong trào chống giáo phái được khái niệm là một tập hợp các cá nhân và nhóm, cho dù có tổ chức chính thức hay không, những người phản đối một số phong trào tôn giáo mới (hoặc " giáo phái "). Biện pháp đối phó này được cho là đã tuyển dụng những người tham gia từ các thành viên gia đình của những người "sùng bái", thành viên nhóm cũ (hoặc bỏ đạo), các nhóm tôn giáo (bao gồm các nhóm Do Thái)  và hiệp hội các chuyên gia y tế. Mặc dù có xu hướng toàn cầu hóa, cơ sở xã hội và tổ chức khác nhau đáng kể giữa các nước tùy theo cơ cấu cơ hội chính trị xã hội ở mỗi nơi.